# Maria Luisa Figueira
Maria Luisa Figueira (1944) è una psichiatra portoghese.

## Carriera
È docente di psichiatria e direttore del Dipartimento di Psichiatria presso la facoltà di medicina dell'Università di Lisbona.
Maria Luisa Figueira è anche direttrice del Dipartimento Psichiatrico dell'Ospedale Santa Maria di Lisbona ed è stata presidente del Collegio degli Psichiatri (2001-2006)  e della Società Portoghese di Psichiatria (2005-2006).
Nel 2002 ha fondato con Mario Di Fiorino la rivista scientifica Bridging Eastern & Western Psychiatry e l'associazione degli psichiatri europei, che promuove gli scambi culturali tra psichiatri dell'Europa dell'Est, con una cultura psicopatologica più basata sulla letteratura classica,  e colleghi occidentali con una pratica clinica più basata sulle evidenze.
A gennaio 2002 a Lisbona e a marzo 2002 a San Pietroburgo ha organizzato due conferenze sul tema della dissociazione.. Sono stati affrontati i fattori eziopatogenetici, come il ruolo del trauma, la natura organico-funzionale rispetto dei sintomi, il dibattito sull'approccio nosologico categoriale, la visione transnosologica.
L'area della ricerca scientifica di Maria Luisa Figueira è la psicopatologia clinica e sperimentale (disturbo bipolare) e la psicofarmacologia clinica. Ha partecipato all'organizzazione di diversi incontri tra cui l'European College of Neuropsychopharmacology (ECNP) riunione regionale (1997), il 17 ° Congresso Europeo di Psichiatria (Lisbona 2008) e simposi internazionali sui disturbi bipolari (1994-2001) dal 1997 in collaborazione con il presidente onorario Hagop Akiskal.
Maria Luisa Figueira è membro del Collegio Internazionale Neuro-psicofarmacologico (CINP) dal 1978, dell'Associazione Europea di Psichiatria  (EAP) dal 2002 e della International Society of Affective Disorders (ISAD) dal 2003.
Ha scritto il libro Clinical Aspects of Mania con Hagop Akiskal.